# Карякино (Саратовская область)
 Карякино — село в Татищевском районе Саратовской области в составе сельского поселения Октябрьское муниципальное образование.

## География
Находится на расстоянии примерно 20 километров по прямой на запад-северо-запад от районного центра поселка Татищево.
Входит в состав Октябрьского муниципального образования.

## История
Сельцо Карякино впервые появляется в документах 1745 года. Названо по фамилии основателя Елизара Васильевича Карякина. В 1763 году 206 душ. В 1800 году в Карякино в 112 домах проживало 327 мужчин и 341 женщина. В 1862 году в селе учтено 58 дворов, жителей — 460 человек. В селе имелась почтовая станция. Наличие церкви упоминается с 1787 года. Каменная церковь с колокольнею была построена в 1840 году и освящена в 1841 году. В 30-х годах 20 века создаётся колхоз «Сталинский путь», затем вместе с колхозом «Украинец» (Киево-Полтавка) были объединены в Колхоз им. Калинина, впоследствии к нему был присоединён колхоз им. Маленкова (пос. Коминтерн).

## Население
| 2002 | 2010 |
| ---- | ---- |
| 307  | ↘301 |

Постоянное население составляло 307 человек в 2002 году (русские 66 %), 301 в 2010.

## Фотогалерея

Виды села
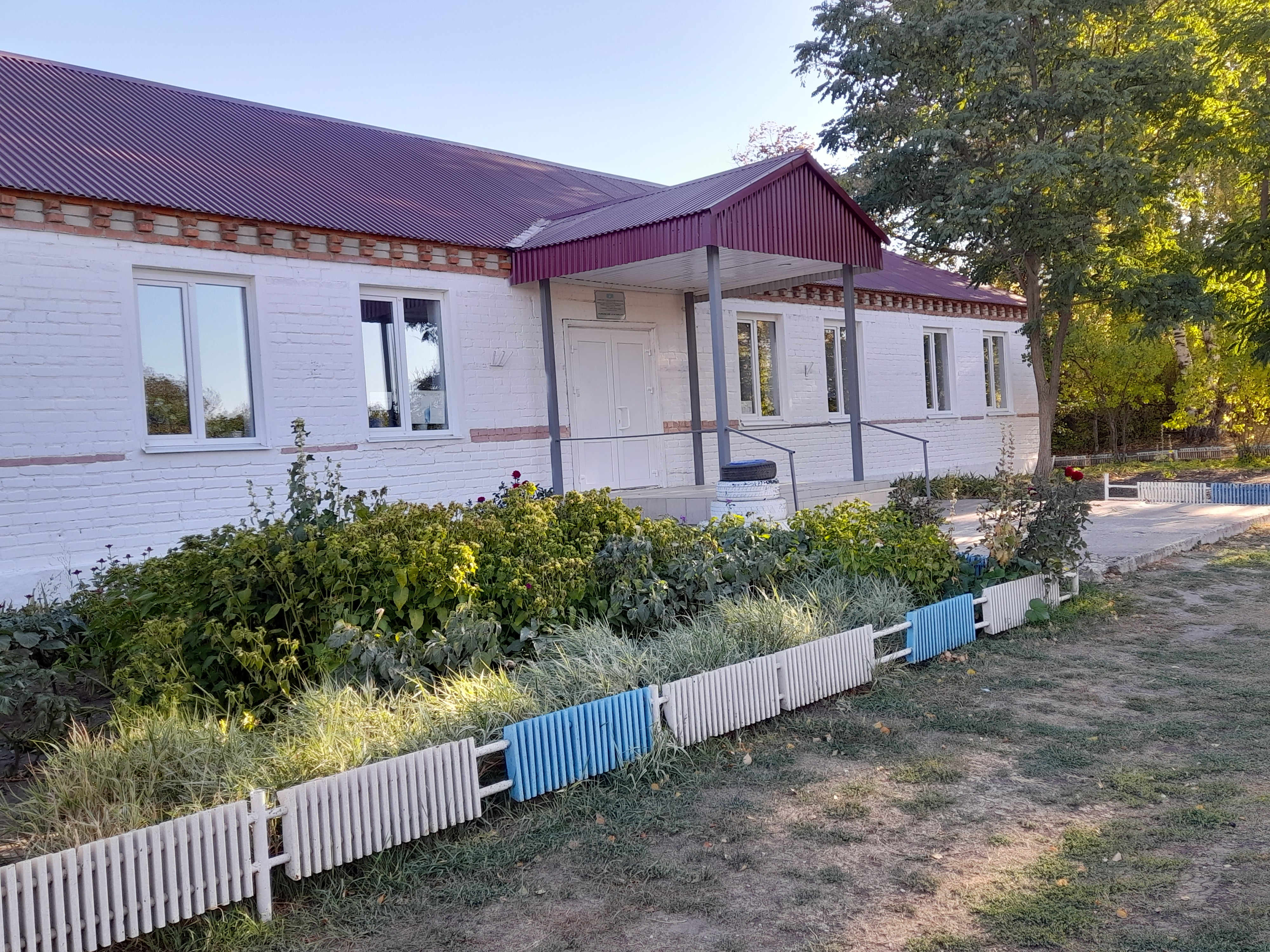
Дом культуры
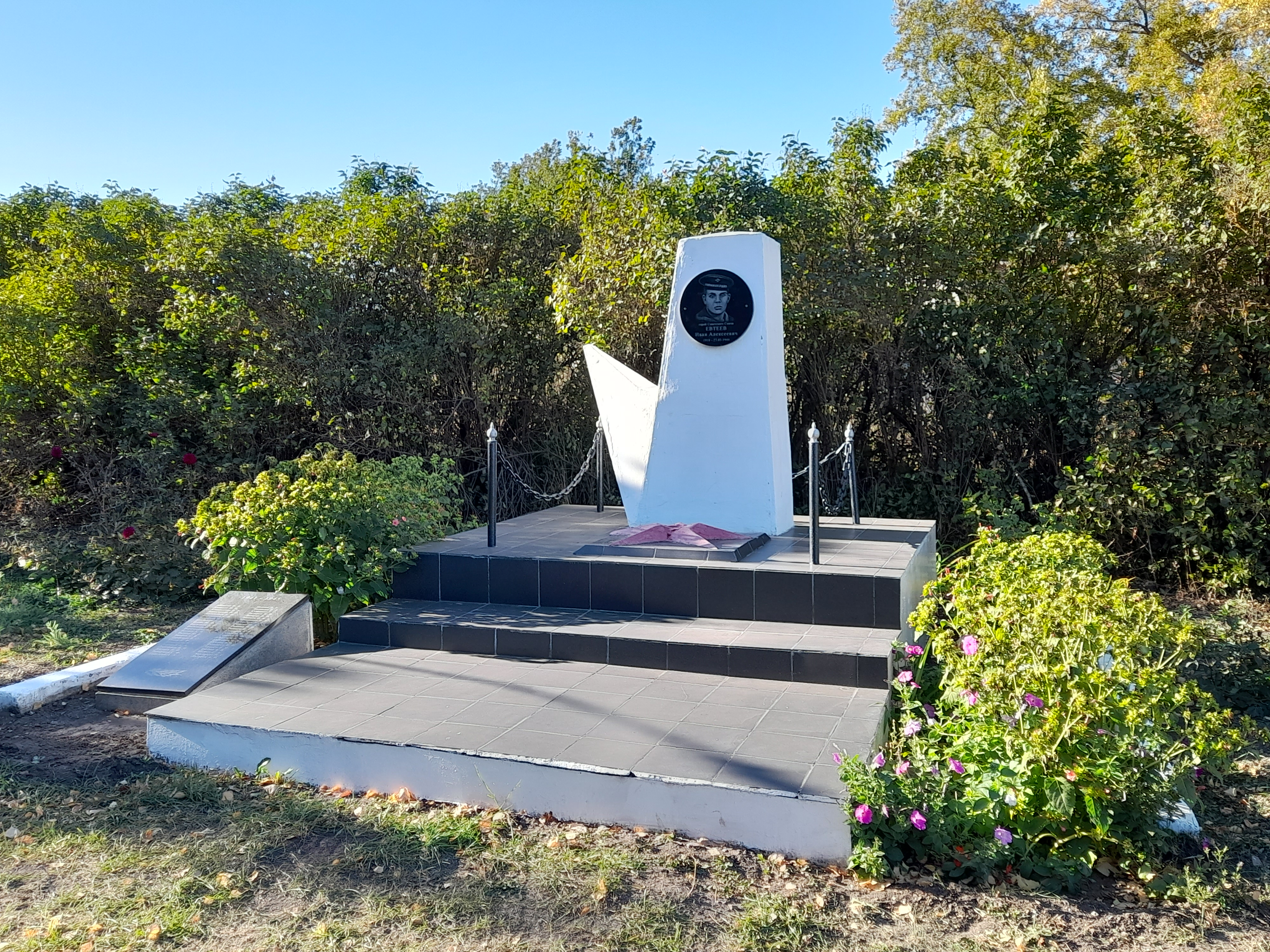
Памятник ветеранам ВОВ
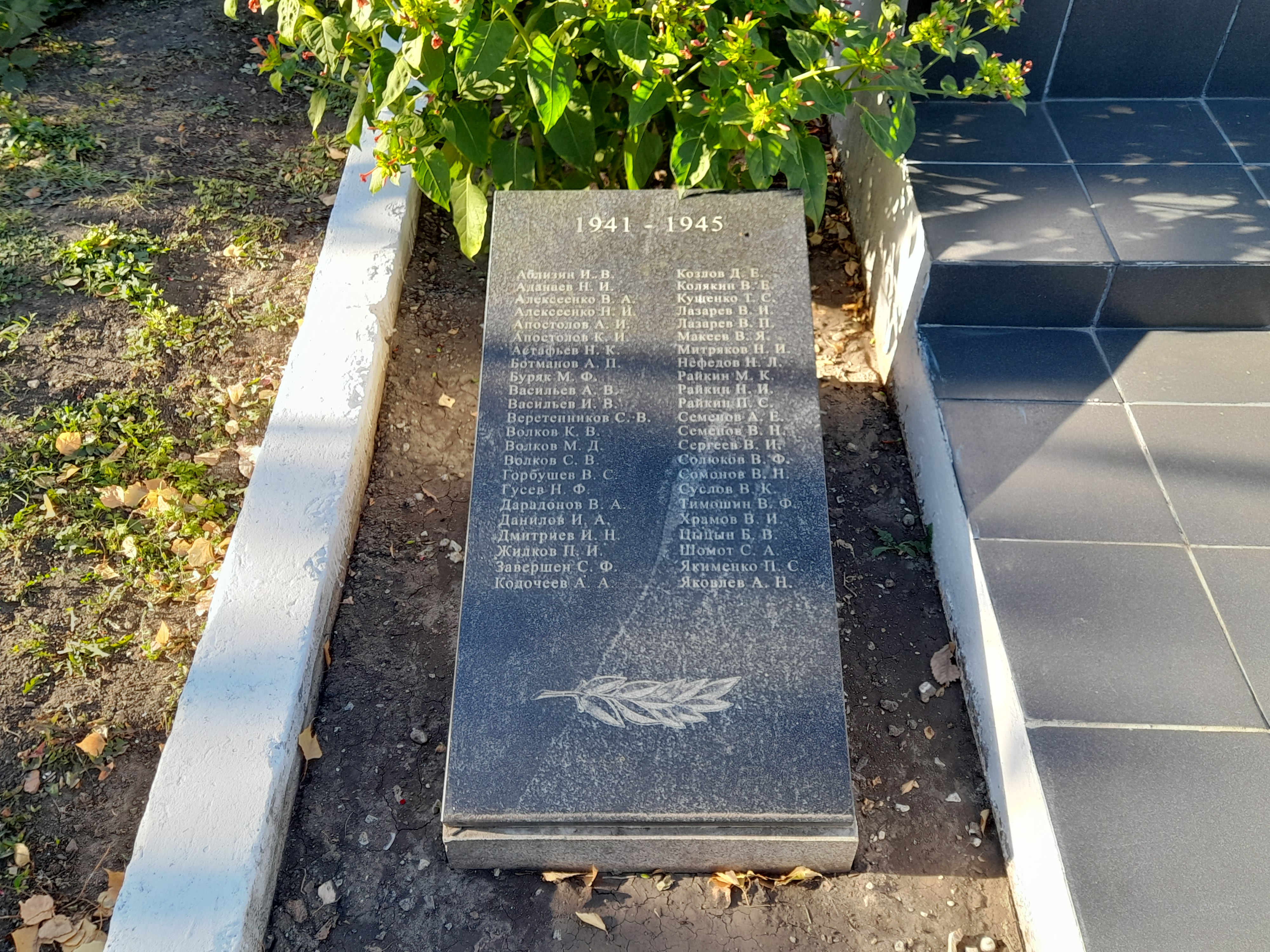
Мемориальные списки
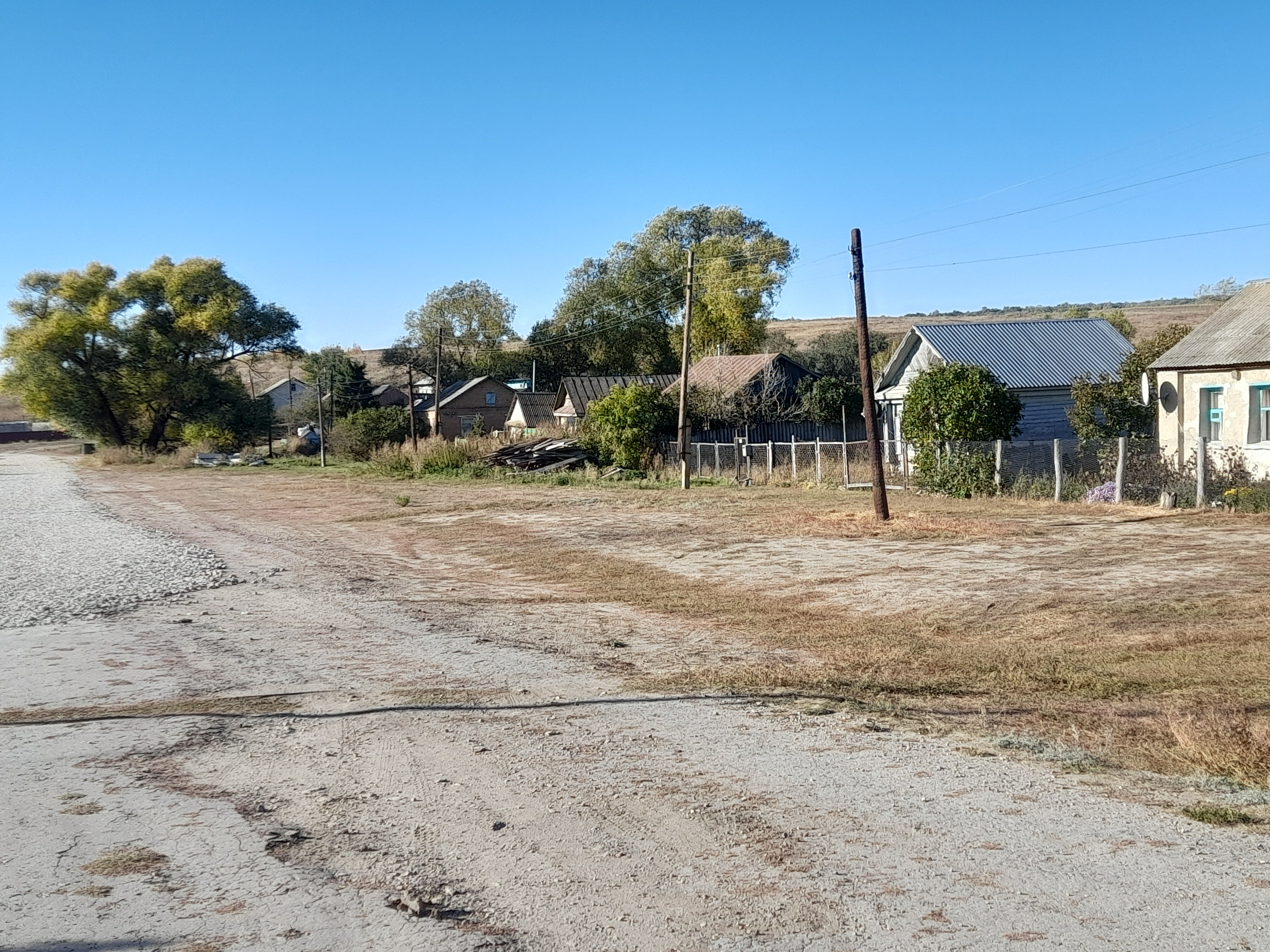
Улица Заречная
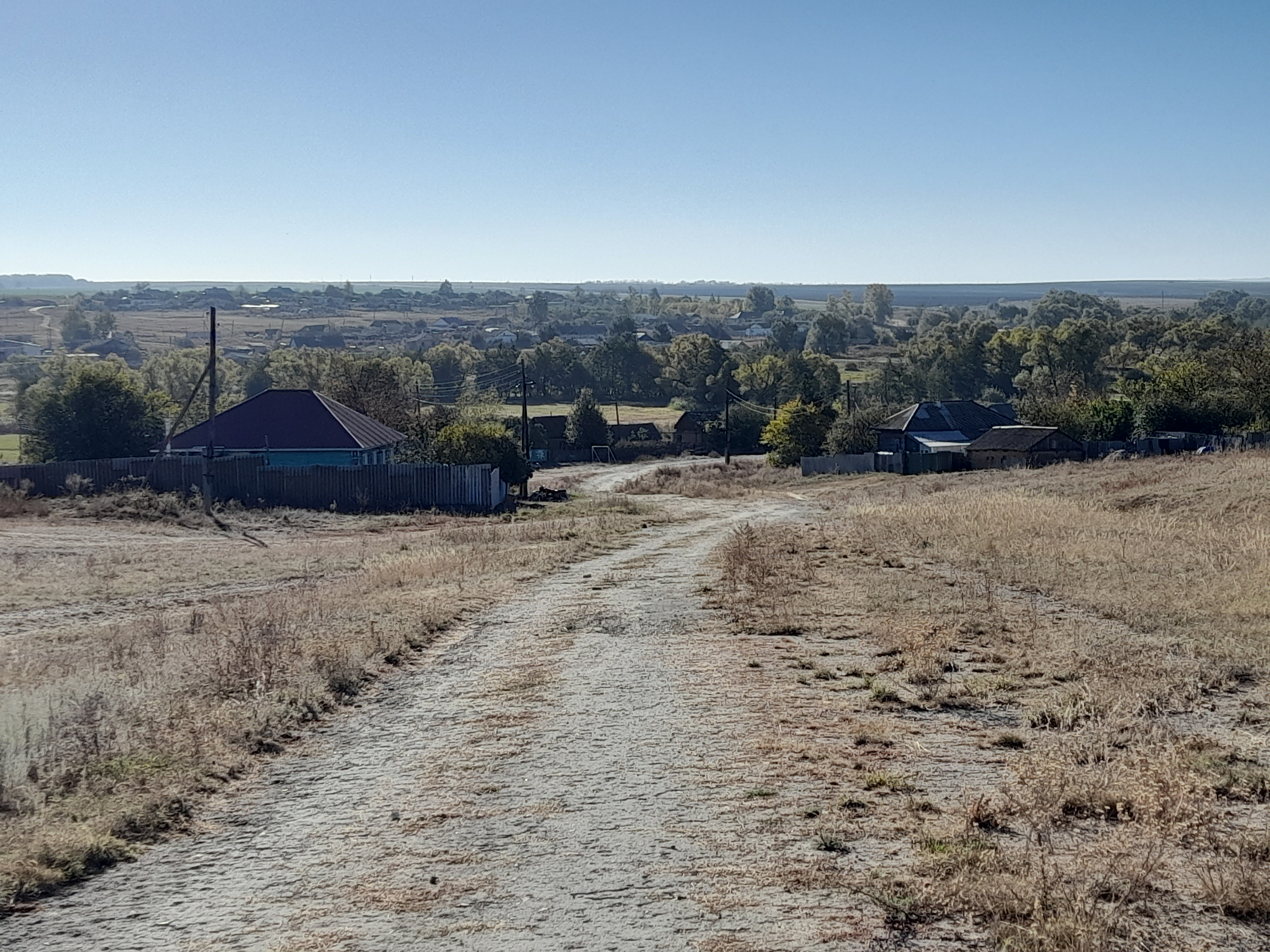
Вид на село